# Parigi-Camembert 1965
La Parigi-Camembert 1965, ventiseiesima edizione della corsa e valida come evento del circuito UCI categoria CB1.1, si svolse il 20 aprile 1965. Fu vinta dal francese Pierre Everaert.

## Ordine d'arrivo (Top 10)
| Pos. | Corridore        | Squadra                  | Tempo |
| ---- | ---------------- | ------------------------ | ----- |
| 1    | Pierre Everaert  | Ford-Gitane              |       |
| 2    | Camille Le Menn  | Peugeot-Michelin-BP      |       |
| 3    | Lucien Aimar     | Ford-Gitane              |       |
| 4    | Jacques Bachelot | Margnat-Paloma           |       |
| 5    | Gerard Thielin   | Ford-Gitane              |       |
| 6    | Désiré Letort    | Peugeot-Michelin-BP      |       |
| 7    | François Mahé    | Pelforth-Sauvage-Lejeune |       |
| 8    | Wim De Jager     | Ruberg-Caltex            |       |
| 9    | André Le Dissez  | Mercier-BP-Hutchinson    |       |
| 10   | Roger Milliot    | Pelforth-Sauvage-Lejeune |       |